# Godigisel
Godigisel, Godegisel (lat. Godigisclos, Godegisilus) – król Wandalów w latach 359–406 r.
W 401 r. Wandalowie osiadli między Dunajem a Cisą pod wodzą Godigisela wyruszli, by zdobyć dla siebie nowe tereny w związku z inwazją Hunów. Wsparci przez Alanów z Panonii, w tym samym roku dotarli do prowincji Recji i Noricum. Rzymski wódz Stylicho początkowo zatrzymał ich, jednak potem został zobowiązany pozwolić im osiedlić się w Noricum jako sprzymierzeńcy. 
W 405 roku prowadził Wandalów wraz ze Swebami i Alanami dalej w stronę Renu. W następnym roku 406 armia Godigisela ruszyła w stronę Menu, prawego dopływu Renu, gdzie spotkali Silingów, plemię wandalskie, które przeniosło się na zachód w III w. wraz z Burgundami. 
Godigisel stracił życie wraz z 20 tys. wandalskich wojowników, podczas zwycięskiej bitwy stoczonej przeciw Frankom, którzy jako sprzymierzeńcy Rzymian, pilnowali granicy imperium i limesu na Renie. Wandalowie ponieśli bardzo ciężkie straty i zwyciężyli tylko dzięki dotarciu na pole bitwy Alanów pod wodzą króla Respendiala, którzy włączyli się do bitwy na wieść o śmierci Godigisela. 
Data bitwy nie jest znana, jednak  tuż po niej nastąpiło zjednoczenie Hasing-Wandalów Godigisela z Siling-Wandalami, a 31 grudnia 406 r. Wandalowie przekroczyli Ren w pobliżu Moguncji, która została obrabowana i zniszczona. Pomimo śmierci władcy zwycięstwo pozwoliło Wandalom kontynuować marsz plemion w głąb Galii, do Trewiru i Reims. Wybuch w następnym roku wojny domowej w Rzymie pozwolił Wandalom, Swebom i Alanom opanować Galię bez znaczącego oporu ze strony Rzymian.
Godigisel poślubił szlachciankę pochodzenia wandalskiego o imieniu Flora w 374 roku. Z ich związku zrodził się pierworodny Gunderyk, który prowadził Wandalów w Galii, Hiszpanii, i Gelmer. Z relacji z nałożnicą narodził się Genzeryk, który po śmierci swego przyrodniego brata poprowadził Wandalów do podbicia terytoriów Afryki Północnej.